# Souligné-sous-Ballon
Souligné-sous-Ballon – miejscowość i gmina we Francji, w regionie Kraj Loary, w departamencie Sarthe.
Według danych na rok 1990 gminę zamieszkiwało 916 osób, a gęstość zaludnienia wynosiła 72 osób/km² (wśród 1504 gmin Kraju Loary Souligné-sous-Ballon plasuje się na 614. miejscu pod względem liczby ludności, natomiast pod względem powierzchni na miejscu 882.).